# ハロルド・フォスター
ハロルド・フォスター（Harold Vorster、1993年10月11日 - ）は、ユナイテッド・ラグビー・チャンピオンシップブルズに所属するラグビー選手。

## プロフィール
- 南アフリカ・ファラボルワ出身[1]。
- ポジションはセンター(CTB)。
- 身長 186cm、体重 92kg
- 南アフリカA代表に選ばれたことがある[2]。
- 世界選抜に選ばれたことがある[3]

## 略歴
フランデュトイ高校、ゴールデン・ライオンズ、ライオンズを経て、2018年、パナソニック ワイルドナイツ(現・埼玉パナソニックワイルドナイツ)に加入。同年8月31日に行われたジャパンラグビートップリーグ第1節のクボタスピアーズ戦にて途中出場で日本での公式戦初出場を果たす。
2021年、ブルズに加入。